# Jeux méditerranéens de 1955
Navigation
Alexandrie 1951 Beyrouth 1959

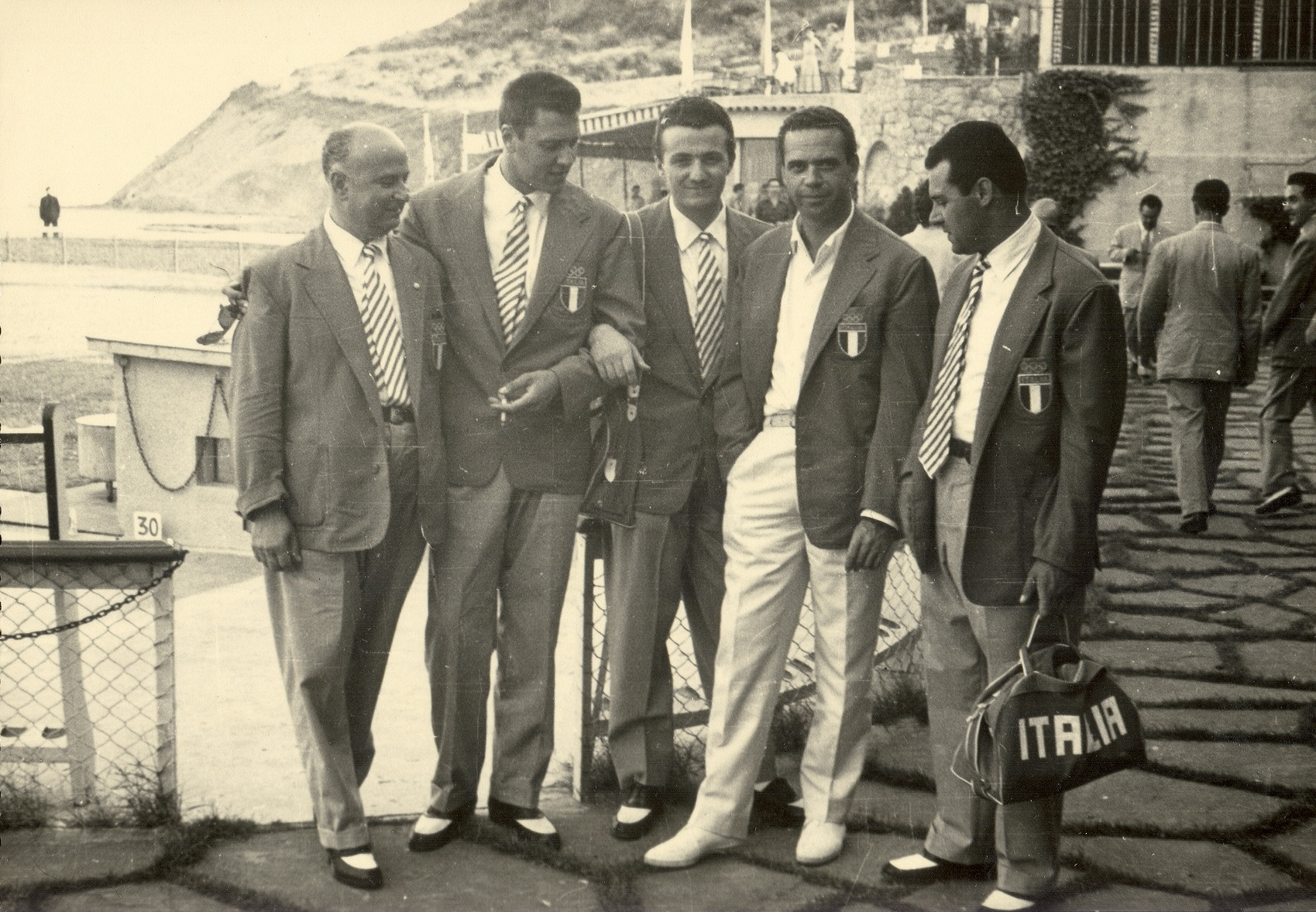

Les 2es Jeux méditerranéens a eu lieu du 16 au 25 juillet 1955 à Barcelone en Espagne.
Le gymnaste espagnol Joaquín Blume a remporté le plus grand nombre de médailles (6 médailles d'or et 1 de bronze).
En athlétisme, Alain Mimoun a conservé son doublé (5 000 m et 10 000 m) et le sprinter italien Luigi Gnocchi a remporté un beau triplé (100 m, 200 m et 4 × 100 m).

## Participation
Les Jeux méditerranéens de Barcelone ont vu la participation de 10 pays alors que le nombre de disciplines sportives présentes a atteint 19.
Seuls Malte et Monaco n'ont remporté aucune médaille parmi les pays participants.

## Discipline
- Athlétisme
- Aviron
- Basket-ball
- Boxe
- Cyclisme
- Équitation
- Escrime
- Football
- Gymnastique
- Haltérophilie
- Hockey sur gazon
- Lutte
- Natation
- Plongeon
- Rink hockey
- Rugby à XV
- Tir
- Voile
- Water-polo

## Tableau des médailles
| Rang | Délégations | Médaille d'or | Médaille d'argent | Médaille de bronze | Total |
| 1er  | France      | 39            | 29                | 31                 | 99    |
| 2e   | Italie      | 32            | 27                | 22                 | 81    |
| 3e   | Espagne     | 12            | 15                | 18                 | 45    |
| 4e   | Égypte      | 9             | 20                | 17                 | 46    |
| 5e   | Turquie     | 8             | 3                 | 3                  | 14    |
| 6e   | Grèce       | 1             | 7                 | 8                  | 16    |
| 7e   | Liban       | 1             | 1                 | 4                  | 6     |
| 8e   | Syrie       | 0             | 0                 | 1                  | 1     |